# Girl, You'll Be a Woman Soon
"Girl, You'll Be a Woman Soon" is een nummer van de Amerikaanse zanger Neil Diamond. Het nummer verscheen op zijn album Just for You uit 1967. In maart van dat jaar werd het nummer uitgebracht als de tweede single van het album.

## Achtergrond
"Girl, You'll Be a Woman Soon" is geschreven door Diamond zelf en geproduceerd door Jeff Barry en Ellie Greenwich. De mono- en stereoversie van het nummer verschillen op enkele plekken van elkaar. Op de monoversie zijn de strijkinstrumenten pas te horen vanaf het tweede couplet en duurt de fade-out langer. Op de stereoversie beginnen de strijkers al tijdens het eerste refrein en duurt de fade-out korter. In de Amerikaanse Billboard Hot 100 kwam het nummer in 1967 tot de tiende plaats. In Nederland kreeg de single pas in 1971 een notering: in de Top 40 kwam het tot plaats 23, terwijl het in de Daverende Dertig op plaats 27 piekte.
"Girl, You'll Be a Woman Soon" is door een aantal artiesten gecoverd. Cliff Richard zette het in 1968 op de B-kant van zijn single "I'll Love You Forever Today" uit de film Two a Penny, waarin hij de hoofdrol speelde. Zijn versie kwam in het Verenigd Koninkrijk tot plaats 27 in de hitlijsten. In 1992 nam de alternatieve rockband Urge Overkill een cover van het nummer op voor hun ep Stull. Nadat hun versie in 1994 werd gebruikt in de film Pulp Fiction, werd het opnieuw als single uitgebracht en bereikte het wereldwijd een aantal hitlijsten; zo kwam het onder andere in Vlaanderen tot plaats 10, in Wallonië tot plaats 29, in de Verenigde Staten tot plaats 59 en in het Verenigd Koninkrijk tot plaats 37.

## Hitnoteringen

### Nederlandse Top 40
| Hitnotering: 09-10-1971 t/m 30-10-1971 | Hitnotering: 09-10-1971 t/m 30-10-1971 | Hitnotering: 09-10-1971 t/m 30-10-1971 | Hitnotering: 09-10-1971 t/m 30-10-1971 | Hitnotering: 09-10-1971 t/m 30-10-1971 | Hitnotering: 09-10-1971 t/m 30-10-1971 |
| Week                                   | 1                                      | 2                                      | 3                                      | 4                                      |                                        |
| -------------------------------------- | -------------------------------------- | -------------------------------------- | -------------------------------------- | -------------------------------------- | -------------------------------------- |
| Positie                                | 31                                     | 25                                     | 23                                     | 28                                     | uit                                    |

### Daverende Dertig
| Hitnotering: 09-10-1971 t/m 16-10-1971 | Hitnotering: 09-10-1971 t/m 16-10-1971 | Hitnotering: 09-10-1971 t/m 16-10-1971 | Hitnotering: 09-10-1971 t/m 16-10-1971 |
| Week                                   | 1                                      | 2                                      |                                        |
| -------------------------------------- | -------------------------------------- | -------------------------------------- | -------------------------------------- |
| Positie                                | 27                                     | 27                                     | uit                                    |

### NPO Radio 2 Top 2000
| Nummer met noteringen in de NPO Radio 2 Top 2000 | '00 | '01 | '02  | '03  | '04 | '05  | '06 | '07  | '08  | '09 | '10 | '11  | '12  | '13  | '14  | '15  | '16  | '17  | '18  | '19  | '20  |
| ------------------------------------------------ | --- | --- | ---- | ---- | --- | ---- | --- | ---- | ---- | --- | --- | ---- | ---- | ---- | ---- | ---- | ---- | ---- | ---- | ---- | ---- |
| Girl, You'll Be a Woman Soon                     | 915 | 790 | 1102 | 1019 | 939 | 1042 | 959 | 1168 | 1012 | 988 | 997 | 1126 | 1342 | 1242 | 1300 | 1724 | 1659 | 1678 | 1710 | 1892 | 1903 |

1. ↑  Een vetgedrukt getal geeft de hoogste notering aan.
2. ↑  2000 was het eerste jaar met een notering voor dit nummer.
3. ↑  Deze tabel is bijgewerkt tot en met de laatste editie (2024).